# Pateobatis
Pateobatis is een geslacht uit de familie van pijlstaartroggen (Dasyatidae), orde Myliobatiformes.

## Soortenlijst
- Pateobatis bleekeri (Blyth, 1860)
- Pateobatis fai (Jordan & Seale, 1906)
- Pateobatis hortlei ((Last, Manjaji-Matsumoto & Kailola, 2006)
- Pateobatis jenkinsii (Annandale, 1909)
- Pateobatis uarnacoides (Bleeker, 1852)